# The Lost Art of Keeping a Secret
The Lost Art of Keeping a Secret – piosenka i pierwszy singel z drugiego albumu studyjnego amerykańskiego zespołu rockowego Queens of the Stone Age pod tytułem Rated R. W Europie utwór został rozesłany do rozgłośni radiowych, w Stanach Zjednoczonych singel miał charakter wyłącznie promocyjny. Wkrótce po wydaniu piosenka stała się ówcześnie najpopularniejszą w dyskografii zespołu. Teledysk był odtwarzany w stacjach muzycznych, jednakże nie był on bardzo promowany. Był to jedyny singel z płyty, który znalazł się na bardziej znaczących listach przebojów, między innymi na UK Singles Chart (#31) oraz wchodzącymi w skład notowań Billboardu Modern Rock Tracks i Mainstream Rock Tracks.

## Lista piosenek

### Europa
- 7" 497 387-7 i *CD 497 410-2

1. „The Lost Art of Keeping a Secret" – 3:36
2. „Ode to Clarissa" – 2:40

### Wielka Brytania
- CD 1 497 391-2

1. „The Lost Art of Keeping a Secret" – 3:36
2. „Born to Hula" (Homme) – 5:52
  - Piosenka została ponownie nagrana, oryginał znajduje się na minialbumie zespołu Gamma Ray pod tym samym tytułem oraz wspólnym minialbumie Kyuss oraz Queens of the Stone Age (Kyuss/Queens of the Stone Age)
3. „The Lost Art of Keeping a Secret" (CD-ROM Video) – 3:36

- CD 2 497 392-2

1. „The Lost Art of Keeping a Secret" – 3:36
2. „Ode to Clarissa" – 2:40
3. „Monsters in the Parasol" (Live in Seattle) (Homme, Mario Lalli) – 3:32

## Listy przebojów
| Kraj              | Lista (2000)           | Pozycja |
| ----------------- | ---------------------- | ------- |
| Stany Zjednoczone | Mainstream Rock Tracks | 21      |
| Stany Zjednoczone | Modern Rock Tracks     | 36      |
| Wielka Brytania   | UK Singles Chart       | 31      |